# گئورگ هایم
گئورگ هایم (آلمانی: Georg Heym؛ ۳۰ اکتبر ۱۸۸۷ – ۱۶ ژانویهٔ ۱۹۱۲) یک شاعر اهل آلمان بود.